# 優勢租車
優勢租車（Advantage Rent A Car）乃是「純粹輪子公司」（Simply Wheelz LLC）的註冊商標，為美國一家經營汽車租賃的公司，母公司係赫茲租車。
在2009年尚未被赫茲租車併購前，該公司全盛時期於全美國擁有超過150個營業據點，另有130個據點遍布全球33個國家。

## 公司沿革
該公司的前身為1963年創設於德州聖安東尼奧的「399租車」（Three Ninety-Nine Car Rentals），專門服務當地廣大的軍眷人員。後來由於客戶對象擴及公務人員，接下來的20年間該公司的業務拓展得非常迅速，營業據點甚至拓展至整個美國西部。於是，該公司在1985年更名成現行的優勢租車。
隨著業務成長，1990年代優勢租車的店面拓展至全美國；2001年優勢租車更藉由合作夥伴計劃將觸角延伸至全球33個國家。可惜好景不長，受到全球金融危機的影響，消費者減少旅遊休閒開銷，2008年12月該公司申請第11章破產保護，除了關閉全美約40%的營業據點，更裁員了約一半的員工共440人。自此優勢租車改由目前尚在監獄服十年有期徒刑的丹尼·海克（Denny Hecker）接手，後者乃明尼蘇達州的汽車經銷商巨頭。
2009年3月31日赫茲租車在明尼蘇達州的破產法庭上，比企業租車出更高價的3千3百萬美元購入優勢租車的所有資產，包含其企業識別系統與網站。同年秋天赫茲租車重新包裝優勢租車，改成立純粹輪子公司（Simply Wheelz LLC）使用優勢租車之商標，裁撤許多舊有的業務，並將之定位成經濟便宜車款的租車公司。

## 內部連結
- 赫茲租車
- 汽車租賃

## 外部連結
- （英文）官方網站 （页面存档备份，存于）